# Adam Kopiński
Adam Marek Kopiński (ur. 3 listopada 1950 w Paczkowie) – polski ekonomista, dr hab. nauk ekonomicznych, profesor zwyczajny Instytutu Zarządzania Finansami Wydziału Zarządzania, Informatyki i Finansów Uniwersytetu Ekonomicznego we Wrocławiu.

## Życiorys
W 1975 ukończył studia w Akademii Ekonomicznej we Wrocławiu. W 1984 obronił pracę doktorską, 22 lutego 1993 habilitował się na podstawie dorobku naukowego i pracy zatytułowanej Metody oceny kondycji ekonomicznej przedsiębiorstwa. 22 stycznia 2003 nadano mu tytuł profesora w zakresie nauk ekonomicznych. Pracował w Wyższej Szkole Zarządzania i Bankowości w Poznaniu Filii we Wrocławiu, Zakładzie Rachunkowości, Finansów i Metod Ilościowych na Wydziale Nauk Technicznych i Ekonomicznych w Państwowej Wyższej Szkole Zawodowej im. Witelona w Legnicy, oraz w Instytucie Rachunkowości na Wydziale Zarządzania, Informatyki i Finansów Akademii Ekonomicznej im. Oskara Langego we Wrocławiu.
Objął funkcję profesora nadzwyczajnego w Katedrze Finansów na Wydziale Ekonomicznym Uniwersytetu Rzeszowskiego, a także pełni funkcję profesora zwyczajnego Instytutu Zarządzania Finansami Wydziału Zarządzania, Informatyki i Finansów Uniwersytetu Ekonomicznego we Wrocławiu.
Był kierownikiem Zakładu Rachunkowości, Finansów i Metod Ilościowych Wydziału Nauk Technicznych i Ekonomicznych w Państwowej Wyższej Szkole Zawodowej im. Witelona w Legnicy.

## Publikacje
- 2002: Zarządzanie finansami przedsiębiorstwa. Metody i zastosowania[1]
- 2006: Wykorzystanie symulacji w ocenie efektywności projektu inwestycyjnego. Tendencje rozwojowe współczesnej rachunkowości zarządczej. Red. E. Nowak. Prace Naukowe Akademii Ekonomicznej we Wrocławiu[1]
- 2010: Finanse przedsiębiorstw[1]
- 2012: Analiza rentowności przedsiębiorstw branży spożywczej Dolnego Śląska z wykorzystaniem elementów systemu kontrolno-ostrzegawczego[1]